# Bosnien och Hercegovina i olympiska spelen
Bosnien och Hercegovina har deltagit i 17 olympiska spel (9 sommar, 8 vinter) sedan 1992. Tidigare, fram till och med 1988, tävlade de bosniska idrottarna för Jugoslavien.
Bosnien och Hercegovina har aldrig vunnit någon medalj.

## Medaljer
| Guld | Silver | Brons | Totalt antal medaljer |
| ---- | ------ | ----- | --------------------- |
| 0    | 0      | 0     | 0                     |